# Jean-Antoine Letronne
Jean-Antoine Letronne (født 25. januar 1787 i Paris, død 14. december 1848 sammesteds) var en fransk arkæolog og historiker.
Letronne studerede i Paris klassiske sprog og historie, foretog 1810—1812 en studierejse til Italien, Schweiz og Holland og udgav 1813: Essai sur la topographie de Syracusa og vandt 1816 prisen ved Instituttet for Recherches sur les fragments d'Héron d'Alexandrie (trykt 1851). Letronne blev samme år medlem af Instituttet, 1831 professor i historie og arkæologi ved Collège de France, direktør for antiksamlingen med mere ved Det Kongelige Bibliotek og 1840 generalinspektør over rigets arkiver. Hans fleste arbejder drejer sig om tolkningen af græske indskrifter fra Ægypten, hvoraf et rigt materiale var vundet ved Napoleons videnskabelige ekspedition 1798 og ved senere fund. Letronnes hovedværk er Recueil des inscriptions grecques et latines de l'Égypte (1842—1848), med atlas, fortsat af Wladimir Brunet de Presle. Letronne udgav også La peinture historique murale chez les Grecs et Romains (2 bind, 1835—1837) og efter resterne af et håndskrift i Paris Fragments des poëmes géographiques de Scymnus de Chio et du faux Dicearque (1840). Da hans mangfoldige i tidsskrifter spredte afhandlinger har blivende værd, udgaves de på ny af Edmond Fagnan (6 bind, 1881—1886).